# كلمية صغيرة الأوراق
كلمية صغيرة الأوراق (الاسم العلمي:Kalmia microphylla) هي نوع من النباتات يتبع جنس الكلمية من الفصيلة الخلنجية.

## معرض صور

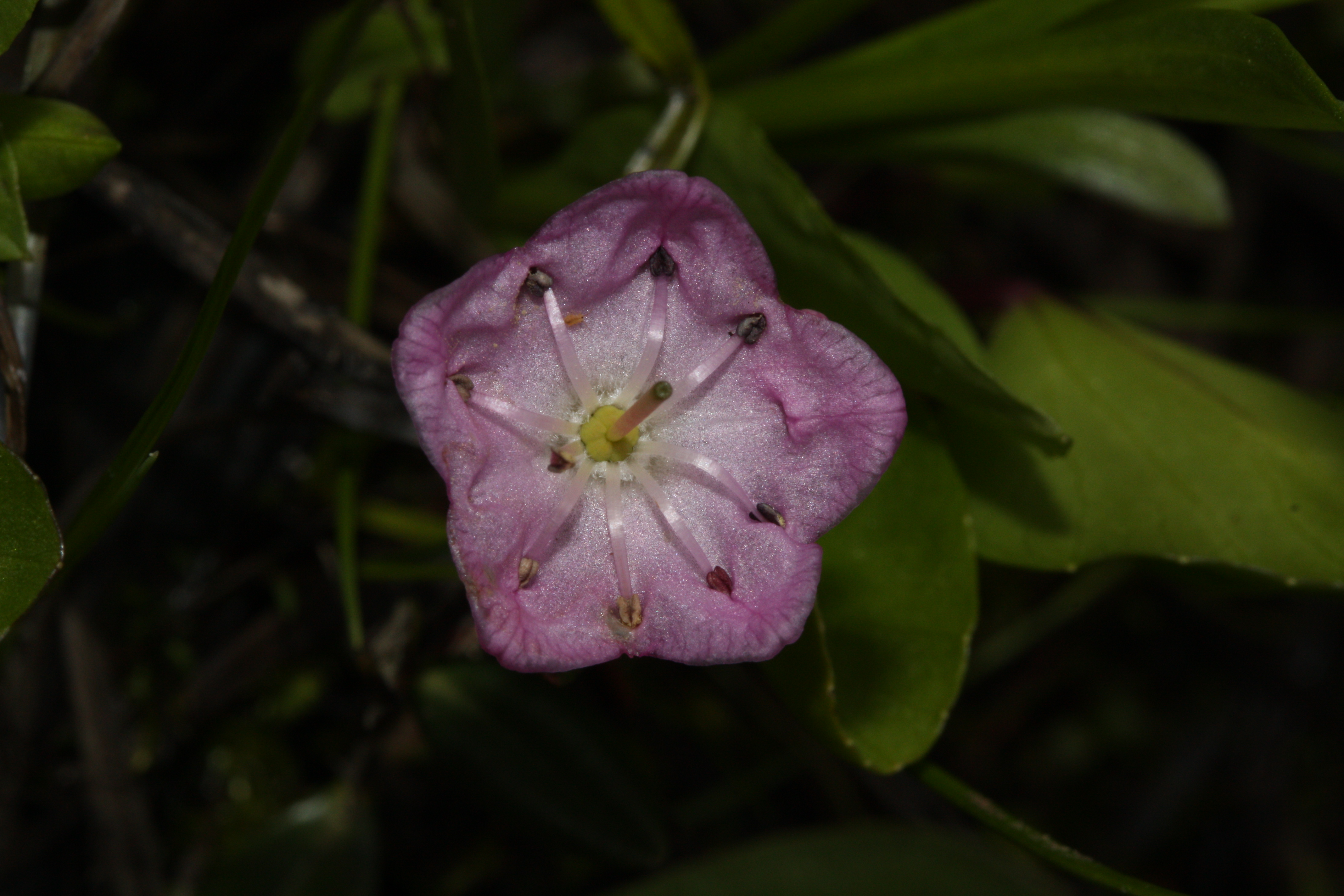
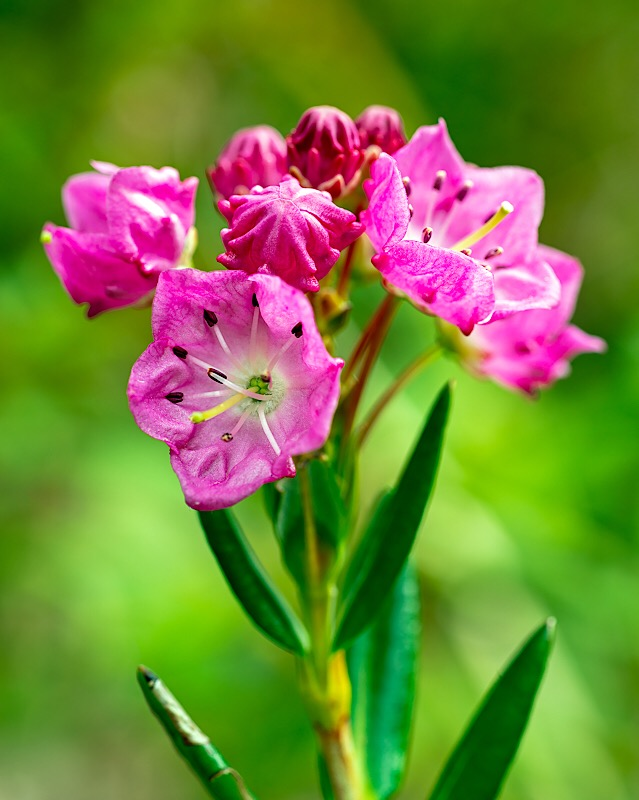
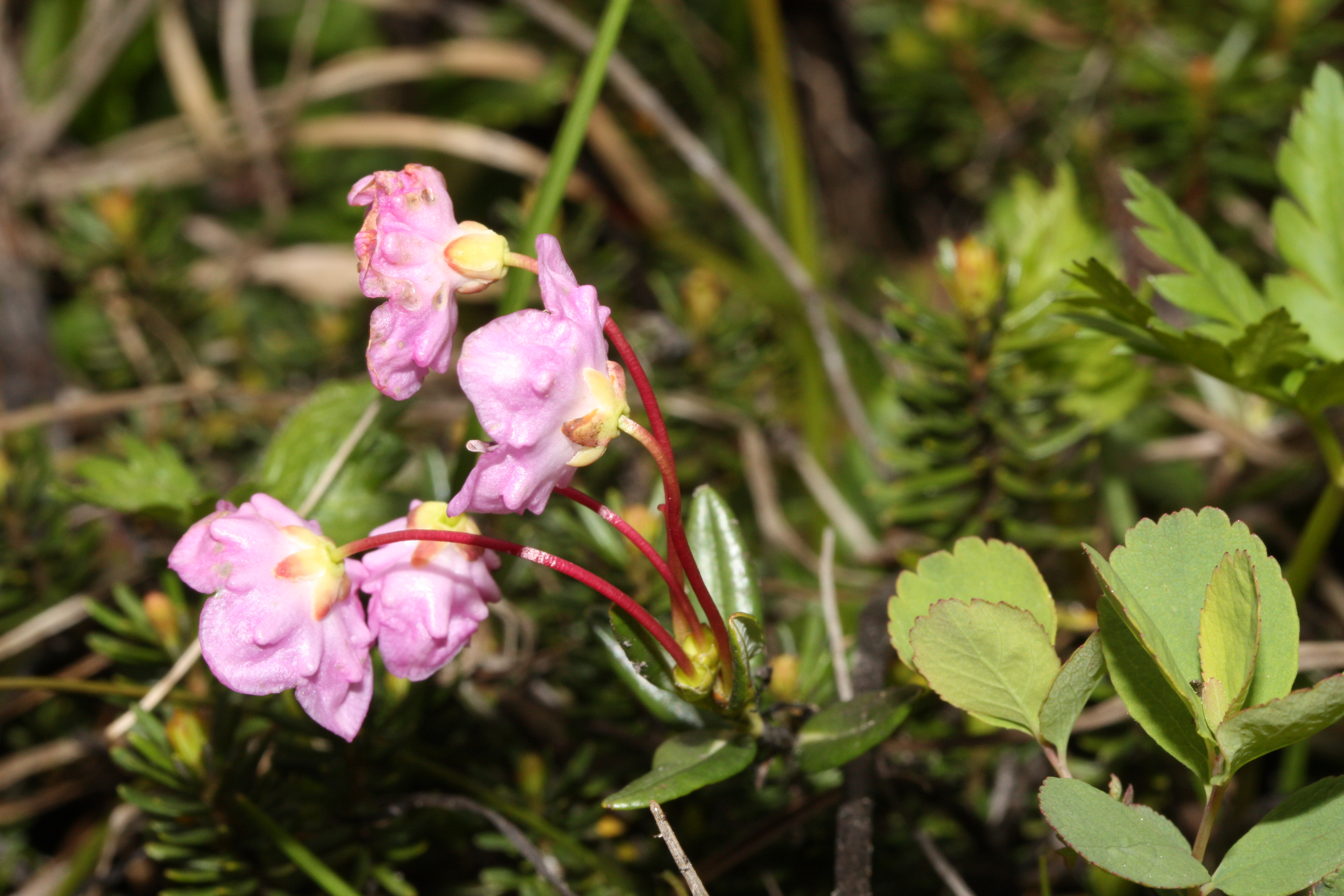
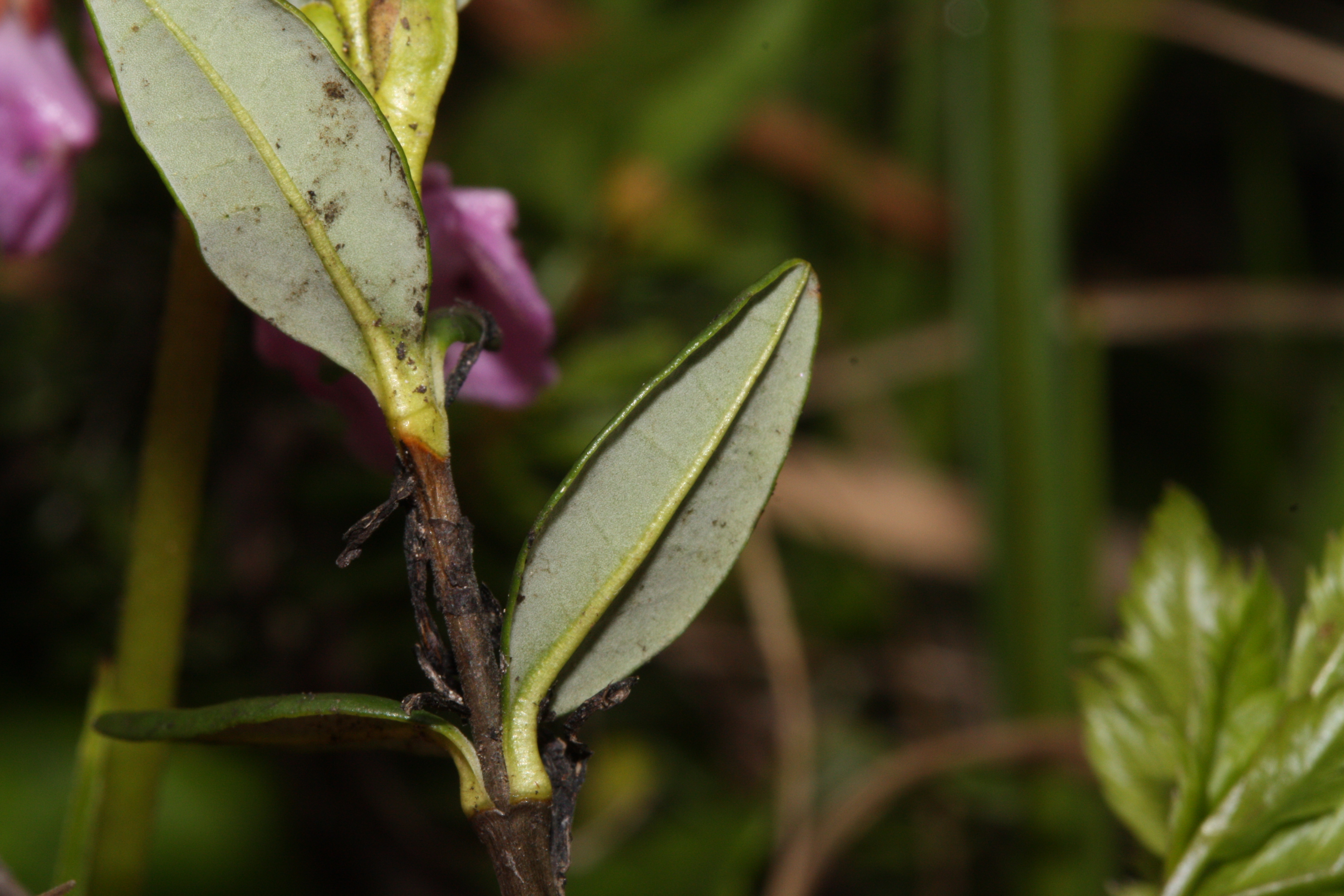
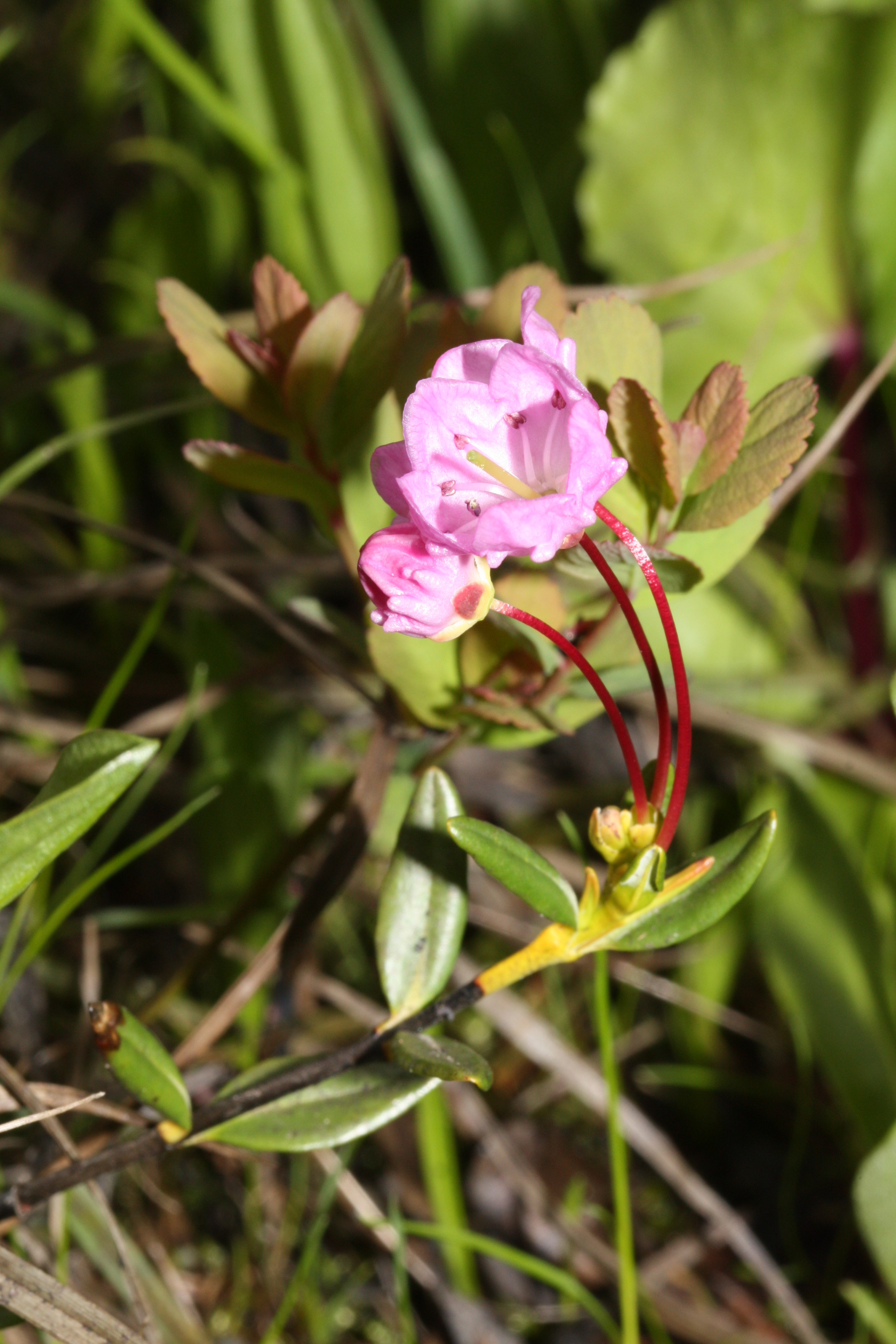